# Maxime V Hakim
Pour les articles homonymes, voir Hakim.
Maxime V Hakim (arabe : ماكسيموس الخامس حكيم), né le 18 mai 1908 à Tanta (Égypte) et mort le 29 juin 2001 à Beyrouth (Liban), fut le patriarche de l'Église grecque-catholique melchite avec le titre de « patriarche d'Antioche et de tout l'Orient, d'Alexandrie et de Jérusalem des Melkites » de 1967 à 2000.

## Biographie
Il est né à Tanta (Égypte), le 18 mai 1908. Il a été ordonné prêtre, après des études complètes à Sainte-Anne de Jérusalem, à la basilique Sainte-Anne même[réf. souhaitée], par Maximos IV Saïgh, alors encore archevêque de Tyr, le 20 juillet 1930. 
Il a été sacré archevêque de Saint-Jean-d'Acre (en), Haïfa, Nazareth et toute la Galilée, au Caire, par Cyrille IX Moughabghab, assisté de Dionysios Kfoury et Pierre Kamel Médawar, auxiliaires patriarcaux, le 13 juin 1943.
Il a enfin été élu patriarche, par le synode des évêques de l’Église à Aïn Traz au Liban, le 22 novembre 1967.
Principales activités du prêtre : 
- Direction et animation du Collège patriarcal du Caire. Lancement et direction de la revue Le Lien.

Principales activités de l'archevêque: 
- Bâtisseur d'écoles, d'un petit séminaire, d'un orphelinat, d'une maison de vieillards, et de plusieurs églises. Soin particulier au clergé, aux ordres religieux et séculiers, introduction de plusieurs groupes européens venus s'intégrer dans son Église.

Durant l'exode massif vers le Liban, du peuple palestinien en 1948, il a été l'un des premiers à s'occuper des réfugiés palestiniens. Il les aida à s'organiser avant que la Croix-Rouge américaine, puis les Nations unies n'en aient la responsabilité. 
Il ouvrit pour les enfants palestiniens au Liban un asile qui en contenait environ deux cents de toutes confessions, car l'évêque Hakim ne faisait aucune distinction entre religions ou communautés chrétiennes.